# Oleavirus OLV2
Genre
Espèce
Synonymes
- Olive latent virus 2 (ICTV, 1997)

Le virus latent 2 de l'olivier, Oleavirus OLV2, est une espèce de virus du genre Oleavirus (famille des Bromoviridae), dont elle est l'unique espèce (genre monotypique).
C'est un virus à ARN linéaire, à simple brin et à polarité positive (ssRNA), classés dans le groupe IV de la classification Baltimore. Ce virus infecte des plantes (phytovirus).

## Étymologie
Le nom générique, « Oleavirus », dérive du nom de genre des plantes-hôtes, Olea, l'olivier.

## Caractéristiques
Les virions sont des particules non enveloppées de 26 nm de diamètre, quasi sphérique à symétrie icosaédrique de type T=1, ou bacilliforme. Les trois segments génomiques et un ARN sous-génomique sont encapsidés dans des particules distinctes, formant des virions de plusieurs types.
Le génome segmenté, tripartite, est constitué de trois molécules d'ARN à simple brin, linéaire, de sens positif, ARN1, ARN2, ARN3 de 3126, 2734 et 2438 nucléotides respectivement. Chaque segment génomique a une structure de type ARNt à l'extrémité 3 'et un coiffe à l'extrémité 5'.

## Souches
Selon NCBI (18 février 2021) :
- non classé Olive latent virus 2 isolate Italy